# پری‌شاهرخ آلتامیرا
پری‌شاهرخ آلتامیرا (نام علمی: Icterus gularis) نام یک گونه از سرده پری‌شاهرخ بر جدید است.